# Axel Fredrik Cronstedt
Baron Axel Fredrik Cronstedt (n. 23 decembrie 1722, Turinge⁠(d), Comitatul Stockholm, Suedia – d. 19 august 1765, Säter⁠(d), Comitatul Dalarna, Suedia) a fost mineralog și chimist suedez care a descoperit nichelul în 1751, din poziția de expert în minerit la Biroul Minelor. În minele de cobalt din Los, Hälsingland, Suedia, a găsit mineralul pe care l-a denumit kupfernickel. Această denumire se datorează faptului că minereul are un aspect similar cu cuprul (kupfer), dar un spirit răutăcios (nichel), minerii considerând ca fiind cauza eșecului lor de a extrage cupru din el. Cronstedt la denumit nichel în 1754. A fost un elev al lui Georg Brandt, la rândul său descoperitorul cobaltului. Cronstedt este unul dintre fondatorii mineralogiei moderne și este descris ca fondator al acesteia de către John Griffin în  A Practical Treatise on the Use of the Blowpipe apărut în 1827. A rămas până astăzi un idol remarcabil pentru tinerii suedezi. 
Cronstedt a descoperit și mineralul scheelit în 1751. El a numit un mineral tungsten, adică piatră grea în suedeză. Carl Wilhelm Scheele a sugerat mai târziu că acesta ar conține un metal nou (wolfram) ce poate fi extras din mineralul respectiv. În limba engleză, acest metal este acum cunoscut ca elementul tungsten. 
În 1753, Cronstedt a fost ales membru al Academiei Regale de Științe din Suedia. 
În 1756, Cronstedt a inventat termenul de zeolit după încălzirea mineralului stilbită îm flacără cu o suflantă. 

## Legături externe
- A Practical Treatise on the Use of the Blowpipei John Griffin, 1827, Google Book Search
- Gusenius, E M (1969). „Beginnings of greatness in Swedish Chemistry. II. Axel Fredrick Cronstedt (1722-1765)”. Trans. Kans. Acad. Sci. Kansas Academy of Science. 72 (4): 476–85. doi:10.2307/3627648. ISSN 0022-8443. JSTOR 3627648. PMID 4918973.
- Cheetham, A.K.; Peter Day (1992). Solid State Chemistry. Clarendon Press. ISBN 0-19-855165-7.  Cheetham, A.K.; Peter Day (1992). Solid State Chemistry. Clarendon Press. ISBN 0-19-855165-7.  Cheetham, A.K.; Peter Day (1992). Solid State Chemistry. Clarendon Press. ISBN 0-19-855165-7.